# Pacto de Defensa Mutua de las Provincias del Sureste

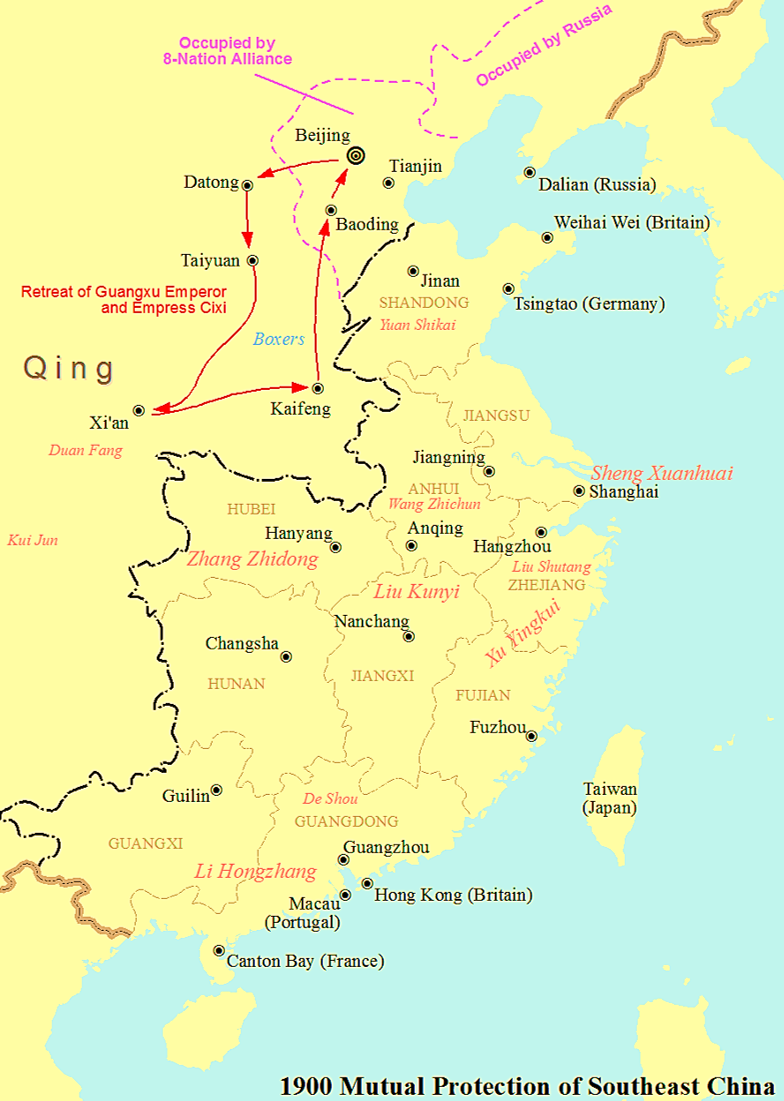
La situación de Protección Mutua del Sureste de China en 1900.

El Pacto de Defensa Mutua de las Provincias del Sudeste (en chino tradicional, 東南互保; en chino simplificado, 东南互保; pinyin, Dōngnán Hùbǎo) fue un acuerdo alcanzado en el verano de 1900 durante la Rebelión de los Bóxers por los gobernadores de las provincias del sur, este y centro de China de la Dinastía Qing cuando la Alianza de las Ocho Naciones invadió el norte de China. Los gobernadores, entre ellos Li Hongzhang (gobernador general de Guangdong y Guangxi), Xu Yingkui (gobernador general de Fujian, Zhejiang), Liu Kunyi (gobernador general de Jiangsu, Anhui, Jiangxi), Zhang Zhidong (gobernador general de Hubei, Hunan) y Yuan Shikai (gobernador provincial de Shandong), se negaron a ejecutar el decreto imperial promulgado por la corte imperial Qing de declarar la guerra a 11 estados extranjeros, con el objetivo de preservar la paz en sus propias provincias.
Algunas otras autoridades provinciales de mayoría han, como el gobernador general de Sichuan y el gobernador provincial de Shaanxi, no se unieron formalmente al acuerdo de protección mutua, pero desobedecieron de manera similar el edicto imperial. Así, por primera vez, la gran mayoría de las autoridades regionales Han se negaron a ayudar a la corte Qing. Durante gran parte del conflicto, las principales fuerzas que luchaban por la corte Qing (junto con los Bóxers) fueron los Manchú Hushenying, la Fuerza de Campaña Manchu de Pekín y tres de las cinco divisiones del Cuerpo Wuwei más modernizado de la corte Qing (incluida su división manchú y la musulmana Gansu), pero Yuan Shikai comandó las otras dos divisiones en Shandong y las utilizó activamente para reprimir a los Bóxers, en abierto desafío a la corte Qing. En Manchuria, grandes grupos de bandidos Han llamados Honghuzi ("Barbas Rojas") también lucharon activamente junto a los estandartes manchúes, principalmente como respuesta a la invasión rusa separada que tuvo atrocidades generalizadas contra manchúes y daurs como la masacre de Blagoveshchensk y las Sesenta y cuatro aldeas del este.

## Antecedentes
En el año 1895, China había perdido la guerra contra Japón en la primera guerra sino-japonesa. China aún no se había recuperado en el año 1900.

## Desarrollo
Incluso antes de que la corte Qing declarara la guerra en 1900, los gobernadores de las provincias del este y sur de China estaban preocupados por preservar la paz en sus territorios, especialmente ante una posible invasión de potencias extranjeras. Entre estos líderes se destacaban Liu Kunyi, virrey de Liangjiang, Zhang Zhidong, virrey de Huguang, y Li Hongzhang, virrey de Liangguang. Estos gobernadores habían llegado a la conclusión de que, en caso de que Pekín cayera y se perdiera el estatus del emperador y la emperatriz viuda, se proclamaría una república presidencial y Li Hongzhang sería el primer presidente de China.
Zhang Zhidong expresó a Everard Fraser, el cónsul general británico en Hankou, su desprecio hacia los manchúes. Lo hizo con el objetivo de evitar que la Alianza de las Ocho Naciones extendiera su ocupación a otras partes de China, incluidas sus provincias, según lo estipulado en el Pacto de Defensa Mutua de las Provincias del Sureste.
El 21 de junio de 1900, la emperatriz viuda emitió el Decreto Imperial de la declaración de la guerra contra potencias extranjeras en nombre del Emperador. Este decreto afectó simultáneamente a 11 países: Imperio Ruso, Estados Unidos, Reino Unido, Japón, Francia, Imperio Alemán, Italia, España, Austria-Hungría, Bélgica y Países Bajos. Sin embargo, el ministro de Telegrafía, Sheng Xuanhuai, logró evitar que el decreto se hiciera público y también impidió otro decreto destinado a prohibir que los Bóxers salieran a la bolsa. En su lugar, los decretos fueron mostrados solo a los gobernadores, acompañados de un telegrama instándoles a no obedecer la orden imperial. Li Hongzhang, Yuan Shikai y otros virreyes rechazaron abiertamente la convocatoria de la viuda de emprender acciones militares contra las potencias extranjeras. Li Hongzhang, en particular, envió un telegrama declarando: "Este decreto es falso. Las provincias de Guangdong y Guangxi no lo obedecerán". Zhang Zhidong revivió la propuesta de establecer una República China con Li Hongzhang como presidente en caso de que la Corte Imperial, junto con Pekín, cayera.
Los gobernadores pidieron a las potencias extranjeras que no invadieran sus provincias sin importar lo que pasara en el Norte (es decir, Pekín, Hebei y Shanxi); y transmitió esta orden a sus subordinados: "No se deben utilizar turbas beligerantes; no se debe confiar en la herejía y el misticismo; no se deben iniciar conflictos armados".
Li Hongzhang utilizó el Asedio a las Legaciones Internacionales como arma política contra sus rivales en Beijing desde que controlaba el servicio de telégrafos chino. Exageró y mintió, afirmando que las fuerzas chinas cometieron atrocidades y asesinatos contra los extranjeros y los exterminaron a todos. La información fue enviada al mundo occidental. Su objetivo era enfurecer a los europeos contra las fuerzas chinas en Beijing y logró difundir cantidades masivas de información falsa a Occidente. La información falsa difundida por Li jugó un papel en las atrocidades masivas que los extranjeros cometieron más tarde contra los abanderados manchúes y mongoles en Beijing. Por negarse a obedecer las órdenes del gobierno chino y no enviar sus propias tropas para ayudar al ejército chino durante la Rebelión de los Bóxers, Li Hongzhang fue elogiado por los occidentales.
Yuan Shikai y Zhang Zhidong ignoraron la declaración de guerra de la emperatriz viuda Ci xi contra las potencias extranjeras y continuaron reprimiendo a los Bóxers. Además de no luchar contra la Alianza de las Ocho Naciones y reprimir a los Bóxers en Shandong, Yuan y su ejército (la División Derecha) también ayudaron a la Alianza de las Ocho Naciones a reprimir a los Bóxers después de que la Alianza capturó Beijing en agosto de 1900. Las fuerzas de Yuan Shikai masacraron a decenas de miles de personas en su campaña anti-Boxer en la provincia de Zhili. Yuan operó desde Baoding durante la campaña, que terminó en 1902.

## Significado
Este evento marcó la primera vez que los funcionarios Han se negaron abiertamente a obedecer las órdenes de la corte manchú (Li Hongzhang, Liu Kunyi, Zhang Zhidong eran todos chinos Han). Desde la perspectiva de las provincias, el acontecimiento evitó con éxito que la guerra y los disturbios afectaran sus territorios. Después de la Expedición de las Ocho Potencias, las autoridades locales vieron la necesidad de mejorar la fuerza militar local para defenderse de las invasiones extranjeras. Cuando la corte Qing colapsó y los funcionarios imperiales fueron expulsados tras la revolución Xinhai, las autoridades regionales militarmente poderosas condujeron a la Era de los Señores de la Guerra.
Desde la perspectiva de la corte Qing, la Expedición de las Ocho Potencias, junto con la serie de enfrentamientos militares con potencias extranjeras, hirieron el orgullo nacional. En particular, el evento mostró cuán prominente se había vuelto el regionalismo desde que las autoridades locales se negaron a respetar el orden imperial. Esto llevó al temor al desmembramiento del Estado. Por lo tanto, el gobierno intentó recentralizar el poder y recuperar el apoyo. Por ejemplo, propuso preparar una constitución, un gabinete real, junto con una serie de reformas . Sin embargo, esas acciones fueron consideradas principalmente poco sinceras, ya que su principal intención era prolongar el gobierno manchú, en lugar de fortalecer a China y compartir el poder con otras etnias. Las reformas hicieron poco para salvar a la corte Qing y el gobierno imperial colapsó en 1911 después de la Revolución Xinhai.
En los últimos días de la dinastía, la corte Qing hizo un último intento de reelegir a Yuan Shikai, quien estuvo exiliado políticamente entre 1908 y 1911 por participar en el acuerdo de protección mutua. Yuan Shikai finalmente aceptó tomar el control del nuevo ejército imperial modernizado de Beiyang e hizo algunas expediciones exitosas contra los revolucionarios del sur; sin embargo, casi de inmediato entabló negociaciones con los revolucionarios y finalmente forzó la abdicación de la corte Qing.